# GNU Solfege
GNU Solfege est un logiciel libre visant à la formation rationnelle de l'oreille musicale. Il s’adresse notamment aux musiciens souhaitant améliorer leurs compétences et leur savoir. Les exercices disponibles favorisent l’acquisition de l’oreille relative et absolue. Le programme est écrit en Python et fait partie du projet GNU.
Il est disponible en 25 langues.

## Historique
La première version de Solfège date du 31/03/2001.

## Exercices disponibles
- Reconnaissance d'intervalles mélodiques et harmoniques[4],[5],[6]
- Comparaison d'intervalles
- Vocalisation de l'intervalle demandé par le logiciel
- Gammes
- Dictées mélodiques, rythmiques, etc.
- Rappels de théorie
- Cadences
- Identification de progressions harmoniques

Ce logiciel a été conçu dans le but de rendre possible aux utilisateurs la construction d'exercices personnalisés, ou la personnalisation d'exercices disponibles.

## Notice
- Logiciels prérequis : PyGTK 2.12, Gtk+ 3, Python 3.
- Distributions : GNU Solfege est distribué sous GNU/Linux[5], FreeBSD, NetBSD, OpenBSD, mais fonctionne également sous Microsoft Windows et Mac OS X.